# 平川區域
平川區域（朝鲜语：／ Phyŏngchŏn guyŏk */?）是朝鮮民主主義人民共和國首都平壤直轄市的一個區域，位於市中心西南。東北為平義平釜線，南臨大同江，西界普通江。
2008年人口181,142人。下分17洞。

## 樓宇倒塌事故
2014年5月13日下午，平川區一幢興建中23層高樓宇突然倒塌。北韓官方朝中社罕有報道這宗「負面」消息，指領袖金正恩非常痛心、徹夜難眠，事故起因為工人草率、施工不當、官員失職及監管不力，惟報道中並無提及傷亡數字。儘管樓宇未竣工，但急不及待入伙在北韓是很常見，由於已有92戶入住，以北韓每戶平均4人計算，外界估計最少過百人至數百人罹難。5月17日搜救結束，一名身份未明的官員到事故現場向數以百計民眾鞠躬道歉，並表示深切慰問。有居民斥責這次事故全因施工不守規定和不依正確方法，今後必須確保這種事不再發生。